# 温夫雷特
温夫雷特，是西班牙安达卢西亚自治区塞维利亚省的一个市镇。总面积12平方公里，总人口5038人（2001年），人口密度420人/平方公里。